# Emblyna scotta
Emblyna scotta är en spindelart som beskrevs av Chamberlin 1948. Emblyna scotta ingår i släktet Emblyna och familjen kardarspindlar. Inga underarter finns listade i Catalogue of Life.